# ابن القطان البغدادي (فقيه)
ابن القطان أبو الحسين أحمد بن محمد بن أحمد المعروف بابن القَطّان البغدادي الفقيه الشافعي.

## علمه
كان من كبار أئمة الأصحاب أخذ الفقه عن ابن سريج ثم من بعده عن أبي إسحاق المروزي ودرس ببغداد وأخذ عنه العلماء وله مصنفات كثيرة وكانت الرحلة إليه بالعراق مع أبي القاسم الداركي فلما توفي الداركي استقل بالرياسة. من تلاميذه الشيخ ابن كج.

## وفاته
ذكره الشيخ أبو إسحاق في الطبقات وقال مات سنة تسع وخمسين وثلاثمائة وزاد الخطيب في جمادي الأولى وقال هو من كبراء الشافعيين وله مصنفات في أصول الفقه وفروعه وذكر بناء بغداد في شذور العقود سنة ست وأربعين ومائة